# Alarico de Narbona
Alarico (em latim: Alaricus) é o terceiro vidama de Narbona, cujo nome é conhecido e a existência não é duvidosa. Segundo a Grande Enciclopédia Catalã, os vidamas anteriores cujos nomes conhecemos são Ermenarda e Ausento, que teriam sido registrados em 836, mas outras reconstruções assumem que antes dele quem assumiu o posto foi Estêvão. Seu registro ocorre em setembro de 852, quando acompanhou o conde Udalrico, marquês da Gótia, para Narbona para julgar um caso relativo a uma propriedade. Serviu ao lado de Francão I. O próximo vidama registrado foi Leudovino.